# Ted Strickland
Theodore Strickland, detto Ted (Lucasville, 4 agosto 1941), è un politico statunitense, governatore dell'Ohio dal 2007 al 2011 e in precedenza membro della Camera dei Rappresentanti per lo stesso stato dal 1993 al 1995 e dal 1997 al 2007.

## Biografia
Cresciuto in una famiglia numerosa e di modeste condizioni economiche, Strickland fu il primo dei figli a frequentare il college. Dopo la laurea in psicologia, esercitò per anni la professione di psicologo scolastico nell'Ohio.
Entrato in politica con il Partito Democratico, Strickland si candidò per tre volte consecutive alla Camera dei Rappresentanti nel 1976, 1978 e 1980, venendo sempre sconfitto dagli avversari repubblicani Bill Harsha e Bob McEwen. Nel 1992 si ricandidò contro McEwen, che era stato coinvolto in uno scandalo di assegni scoperti che riguardava molti altri politici, riuscendo a sconfiggerlo e a divenire deputato.
Due anni più tardi, Strickland chiese la rielezione ma perse di misura contro Frank Cremeans. Nel 1996 si candidò di nuovo per il seggio e riuscì a riconquistarlo sconfiggendo Cremeans. Dopo una competizione molto serrata contro l'allora vicegovernatrice Nancy Hollister nel 1998, Strickland venne rieletto per altri tre mandati.
Nel 2006 Strickland decise di lasciare il Congresso per candidarsi alla carica di governatore dell'Ohio e venne eletto. Quattro anni più tardi chiese un altro mandato, ma venne sconfitto di misura dall'avversario repubblicano John Kasich.
Dopo la fine della sua carriera pubblica, Strickland ha continuato ad occuparsi di temi politici. Nel 2016 si è candidato al Senato contro il senatore reppubblicano uscente dell'Ohio, Rob Portman, ma ha ottenuto solo il 37% a fronte del 58% dell'avversario.
Dal matrimonio con la psicologa Frances Smith non ha avuto figli.